# Нагато-Мару
Нагато-Мару — транспортне судно, яке під час Другої світової війни брало участь в операціях японських збройних сил на Тихому океані.
Судно спорудили в 1918 році на верфі Kawasaki Dockyard у Кобе для компанії Nippon Yusen Kaisha.
У жовтні 1941-го «Нагато-Мару» реквізували для потреб Імперської армії Японії. У межах плану вторгнення на Філіппіни японське командування вирішило висадити ще кілька допоміжних десантів на південно-східному узбережжі острова Лусон. 17 грудня 1941-го «Нагато-Мару» та ще 23 інші транспорти вийшли з порту Конія на острові Амаміошима (північна група островів Рюкю), а 24 грудня цей загін прибув до затоки Ламон-Бей та провів тут висадку, не зустрівши сильного спротиву.
7—24 листопада 1942-го судно здійснило рейс із Маніли до японського порту Моджі, маючи на борту 1600 військовополонених, при цьому через жахливі умови утримання загинуло щонайменше два десятки з них.
20 серпня 1943-го «Нагато-Мару» вийшло з Палау (великий логістичний хаб на заході Каролінських островів) у складі конвою «Вевак № 7», що прямував на Нову Гвінею. 23 серпня конвой дістав наказ повернутися через підвищену активність ворожої авіації над Веваком (головний японський гарнізон на північному узбережжі Нової Гвінеї), проте 28 серпня знову рушив з Палау. На борту «Нагато-Мару» перебувало близько сотні військовослужбовців, 8 тисяч бочок з авіаційним пальним, рис та генеральні вантажі. У ніч проти 2 вересня судна прибули до Веваку й тієї ж доби під час атаки авіації «Нагато-Мару» зазнало пошкоджень і затонуло, загинуло два члени екіпажу та три пасажири.